# François Leguat
François Leguat (* 1637 in la Bresse; † September 1735 in London) war ein französischer Entdecker.

## Leben und Wirken
Leguat war ein Hugenotte, der 1689, nach der Widerrufung des Ediktes von Nantes im Jahr 1685, nach Holland floh. 1690 machte er sich, nach dem Plan des Henri Duquesne, auf einem Schiff namens l’Hirondelle, zusammen mit einer Gruppe anderer Hugenotten, auf den Weg und fuhr Richtung Indischer Ozean. Sie planten, auf der Insel la Réunion ein neues Leben anzufangen, die, wie sie glaubten, von den Franzosen verlassen worden war. Da Réunion aber noch von den Franzosen bewohnt war, landeten sie stattdessen auf der unbewohnten Insel Rodrigues.
Zwei Jahre später bauten sie ein Schiff und segelten nach Mauritius. Leguat kehrte später nach Europa zurück. In London veröffentlichte er 1708 eine Beschreibung seiner Abenteuer einschließlich seiner naturkundlichen Beobachtungen unter dem Titel Voyages et aventures de François Leguat et de ses compagnons en deux isles désertes des Indes orientales. Hierin werden auch Arten wie der Rodrigues-Solitär, der Rodrigues-Sittich sowie Echsen der Gattung Phelsuma beschrieben, wahrscheinlich der Rodrigues-Riesengecko (Phelsuma gigas) und der Rodrigues-Taggecko (Phelsuma edwardnewtoni).
Nach ihm ist ein Reservat auf Rodrigues benannt, das François Leguat Reserve.

## Werke
- François Leguat: Voyages et aventures de François Leguat et de ses compagnons en deux isles désertes des Indes orientales. 2 Bände, David Mortier, London 1708. (französisch). – In die deutsche Sprache übersetzt als:
- Hn. Francisci Leguat, eines Frantzosen und seiner Gefehrten Reisen und wunderliche Begebenheiten nach zweyen unbewohnten ost-indischen Insuln. Frankfurt u. Leipzig 1709. Digitalisat bei Google Books